# British Rail Class 313
British Rail Class 313 – typ elektrycznych zespołów trakcyjnych (EZT) wytwarzanych w latach 1976-1977 przez zakłady BREL w Yorku na zlecenie British Rail. Należy do serii 5 typów EZT, zaprojektowanych w 1972 z myślą o obsłudze tras podmiejskich w największych aglomeracjach (pozostałe to Class 314, Class 315, Class 507 i Class 508).
Pociągi Class 313 stanowiły podstawowy tabor London Overground w pierwszych latach funkcjonowania tego przewoźnika. We wrześniu 2010 zostały one całkowicie wycofane z jego floty, a ich miejsce zajęły nowe składy typu British Rail Class 378. BR Class 313 są wciąż jeszcze eksploatowane przez First Capital Connect i Southern.